# Црква Светог Јована у Сомбору
Црква Светог Јована у Сомбору припада српској православној цркви, посвећена је Светом Јовану Претечи. Подигнута је 1790. године, због својих вредности има статус споменика културе у категорији непокретних културних добара од изузетног значаја.

## Историјат
Према предању, на месту данашње цркве Светог Јована, раније зване Светопретечина, а данас Мала православна црква, још пре доласка Турака налазила се православна богомоља, подигнута вероватно у кратком раздобљу између одласка мађарског становништва из Сомбора, након Мохачке битке 1526. године, и турског освојења 1541. године. Турци су након доласка у Сомбор ову православну богомољу претворили у џамију, коју је под именом џамија Сулејман-хана описао у свом путопису Евлија Челеби, при пропутовању кроз Сомбор 1665. године. По одласку Турака 1687. године, сомборски православни Срби су преузели џамију и вратили јој првобитну намену.
Калуђери фрушкогорског манастира Јазак су 1716. године, склањајући се пред новом претњом од напада Турака, са собом донели мошти цара Уроша V - последњег спрског цара. Две године касније, калуђери се враћају у Јазак и односе мошти цара, а у знак захвалности цркви остављају икону Пресвете Богородице донету са Косова приликом сеобе Срба под Арсенијем Чарнојевићем. Икона се овде чува и данас.
Стара црква је порушена августа 1786. године, а већ у септембру исте године освећен је темељ нове цркве. Њена изградња је трајала четири године, а у децембру 1790. године нова црква Светог Јована Претече.

## Архитектура
Православни храм је једнобродна грађевина са свим карактеристикама типичног војвођанског барока на прелазу из 18. у 19. век. Западним прочељем доминира двоспратни звоник фланкиран волутним завршецима. Западни портал је најрепрезентативнији, усклађен са мирном фасадном декорацијом, рашчлањеном на хоризонталну и вертикалну поделу. Дуж цркве тече вишеструко профилисан кровни венац, који се понавља и на звонику.
Унутрашњи простор је подељен на припрату, наос са правоугаоним испустима за певнице и петострану олтарску апсиду. Сликана декорација иконостаса из 1809. године рад је Павела Ђурковића. Аутор богате резбарије је Алекса Теодоровић. Декоративност унутрашњег простора наглашена је 1883. године осликавањем зидова орнаментима различитих облика и боја.
Сачуван је "Летопис цркве Светог Јована Претече" који је 1890. године саставио свештеник Младен Борђошки.
Конзерваторски радови изведени су 1987. године.

## Галерија
- Црква Светог Јована
- Иконостас